# Zalka
Zalka (georgisch წალკა, armenisch Ծալկա, griechisch Τσάλκα Tsalka; russisch Цалка) ist eine Stadt im Süden Georgiens, in der Region Niederkartlien (Kwemo Kartli). Sie ist Verwaltungssitz der gleichnamigen Munizipalität Zalka und hat etwa 2326 Einwohner (2014).
Die Stadt war bis Anfang der 1990er-Jahre mehrheitlich von Griechen bewohnt, die seitdem aber in großen Zahlen emigrierten. Bis heute sind in der Stadt und ihrer Umgebung ethnische Georgier gegenüber Angehörigen anderer Ethnien in der Minderheit. Als ehemals bedeutendste Bevölkerungsgruppe wurden die Griechen inzwischen von den Armeniern abgelöst, ihr Anteil beträgt heute trotzdem noch rund 22 %.

## Lage
Der Ort befindet sich im südlichen Zentralteil Georgiens etwa 60 Kilometer Luftlinie westsüdwestlich der Hauptstadt Tiflis am Südrand des auf 1500 m bis 1700 m über dem Meeresspiegel gelegenen Zalka-Plateaus im Trialeti-Gebirgszug. Unmittelbar nördlich der Stadt ist der Kura-Nebenfluss Chrami zum Zalka-Stausee aufgestaut und verlässt den See zunächst durch die Stadt fließend weiter in südöstlicher Richtung durch eine enge Schlucht.

## Geschichte
Als Gründungsjahr gilt 1829, als die Behörden des Russischen Reiches Pontos-Griechen und Urum aus dem Osmanischen Reich erlaubten, sich dort anzusiedeln. Diese Griechen stammten aus Gebieten des Osmanischen Reiches, die in Russisch-Türkischen Krieges 1828–1829 von der russischen Armee erobert worden waren, nach dem Frieden von Adrianopel aber an das Osmanische Reich zurückfielen. Die Griechen gründeten zunächst das fünf Kilometer nordöstlich des heutigen Zalka gelegene Baschtascheni, kurz darauf auch eine Reihe weiterer Orte, darunter an Stelle des heutigen Zalka das Dorf Barmaksisi (georgische Namensform ბარმაქსიზი, von türkisch Barmaksız).
Im Zusammenhang mit der Errichtung des Zalka-Stausees und mehrerer Wasserkraftwerke am Chrami ab den 1930er-Jahren wurde das Dorf zum logistischen Zentrum für den Bau, 1932 in Zalka umbenannt und zur Siedlung städtischen Typs erhoben. Nach Ansiedlung verschiedener Industriebetriebe (Maschinenbau, Textil- und Lebensmittelindustrie, Bauwirtschaft) und dem Baubeginn einer Eisenbahnstrecke erfolgte 1984 die Verleihung des Stadtrechts.
Gegen Ende der 1980er-Jahre und besonders nach dem Zerfall der Sowjetunion emigrierte in den 1990er-Jahren ein bedeutender Teil der griechischen Bevölkerung des Gebietes und der Stadt Zalka nach Russland (vorrangig in den Nordkaukasus) sowie nach Griechenland. Die Einwohnerzahl der Stadt sank bis 2002 gegenüber 1989 auf weniger als ein Viertel; der Anteil der griechischen Bevölkerung im Rajon (entsprechend der heutigen Munizipalität) Zalka von 61 % auf 22 % (Armenier 55 %, Georgier 12 %, Aserbaidschaner 10 %). Anstelle der Griechen kam eine geringere Anzahl georgischer Flüchtlinge aus Abchasien und Südossetien nach Zalka und in das umliegende Gebiet, das auf Grund seiner hohen, relativ vegetationsarmen Lage als eines der unwirtlichsten Georgiens gilt. Es gibt die Überlegung, den Bevölkerungsrückgang durch Ansiedlung rückkehrwilliger „meschetischer Türken“ aus den zentralasiatischen Nachfolgestaaten der Sowjetunion zu kompensieren, deren Vorfahren 1944 aus der damaligen Georgischen SSR deportiert worden waren.
Einwohnerentwicklung
| Jahr | Einwohner |
| ---- | --------- |
| 1959 | 7065      |
| 1970 | 5819      |
| 1979 | 6245      |
| 1989 | 8043      |
| 2002 | 1741      |
| 2014 | 2326      |

Anmerkung: 1959–2002 Volkszählungsdaten, 2009 Berechnung

## Kultur und Sehenswürdigkeiten
In Zalka ist eine Kirche aus dem 19. Jahrhundert erhalten. Außerdem steht im Ort eine Büste des klassischen griechischen Philosophen Aristoteles.

## Wirtschaft und Infrastruktur

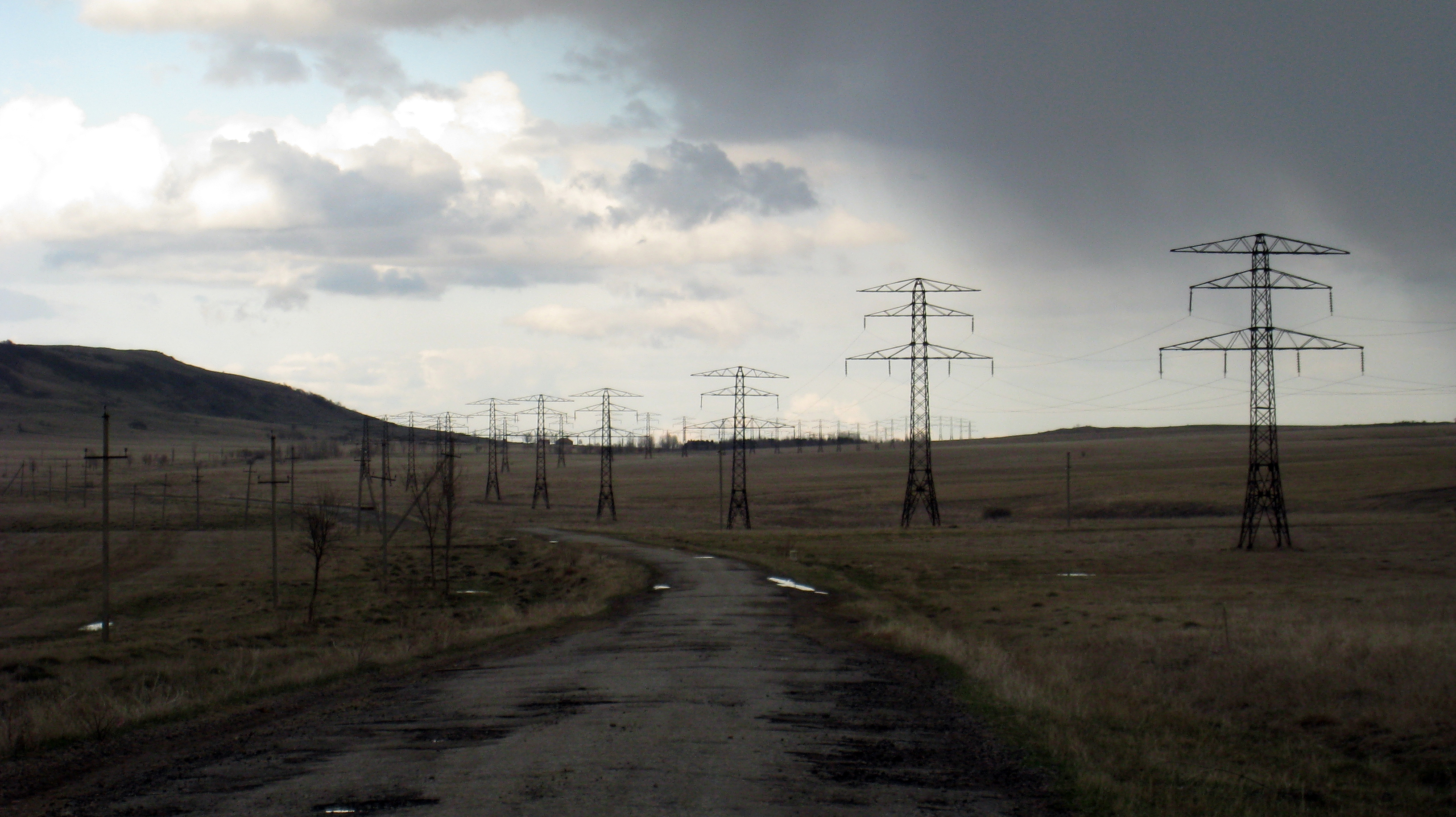
Straße nach Zalka

Die in der sowjetischen Periode entstandenen Industriebetriebe sind außer Betrieb. Der nördlich der Stadt gelegene Zalka-Stausee wird zur Elektroenergieerzeugung genutzt.
Die durch die Stadt führende Eisenbahnstrecke, die bei Marneuli von der Strecke Tiflis – Gjumri – Jerewan abzweigt und nach Achalkalaki führt, deren Bau in den 1980er-Jahren begann, konnte wegen politischer und wirtschaftlicher Schwierigkeiten erst nach dem Jahr 2000 den regulären Betrieb aufnehmen. Es ist geplant, sie als Teilstück des Bahnprojektes Kars–Baku auszubauen. Auch die Autostraße von Tiflis nach Achalkalaki nahe der türkischen Grenze verläuft über Zalka.